# Čtveřín
Čtveřín är en ort i Tjeckien. Den ligger i den norra delen av landet, 70 km nordost om huvudstaden Prag. Čtveřín ligger 273 meter över havet och antalet invånare är 387.
Terrängen runt Čtveřín är platt åt sydväst, men åt nordost är den kuperad.Runt Čtveřín är det tätbefolkat, med 286 invånare per kvadratkilometer. Närmaste större samhälle är Liberec, 19,6 km norr om Čtveřín. Trakten runt Čtveřín består till största delen av jordbruksmark.